# Kattefamilien
Kattefamilien (latin: Felidae) eller kattedyrene er en familie inden for rovdyrordenen (Carnivora), der igen tilhører pattedyrenes klasse (Mammalia). De omkring 40 nulevende arter er inddelt i de to underfamilier Felinae (små katte) og Pantherinae (store katte). De er udbredt på alle kontinenter bortset fra Antarktis og Oceanien og er næsten udelukkende kødædere.

## Karakteristika
I udseende og adfærd ligner de fleste kattearter den meget udbredte tamkat. De har en smidig krop, en blød pels og et relativt lille hoved. Geparden er den art, der stærkest afviger fra dette, idet den har en mere hundelignende krop. Alle kattedyr har en hale, der hjælper til at holde balancen og også anvendes til kommunikation. Hos nogle kattearter som for eksempel lossen er halen dog stærkt forkortet. I modsætning til den ensartede kropsbygning varierer størrelsen på arterne betydeligt. Længden af hoved og krop er hos den sortfodede kat fra Sydafrika blot 30 cm, mens den kan være over 200 cm hos arter i slægten Panthera.

## Klassifikation
- Underfamilie Felinae
  - Slægt Felis
    - Vildkat, Felis silvestris
    - Kat, Felis catus
    - Kinesisk ørkenkat, Felis bieti
    - Sandkat, Felis margarita
    - Junglekat, Felis chaus
    - Sortfodet kat, Felis nigripes

  - Slægt Lynx
    - Europæisk los, Lynx lynx
    - Spansk los, Lynx pardinus
    - Canadisk los, Lynx canadensis
    - Rødlos, Lynx rufus

  - Slægt Caracal
    - Karakal, Caracal caracal
    - Afrikansk guldkat, Caracal aurata

  - Slægt Leptailurus
    - Serval, Leptailurus serval

  - Slægt Leopardus
    - Ozelot, Leopardus pardalis
    - Margay, Leopardus wiedi
    - Dværgtigerkat, Leopardus tigrinus
    - Pampaskat, Leopardus colocolo
    - Geoffroys kat, Leopardus geoffroyi
    - Kodkod, Leopardus guigna
    - Andeskat, Leopardus jacobita

  - Slægt Prionailurus
    - Asiatisk leopardkat, Prionailurus bengalensis
    - Fiskekat, Prionailurus viverrinus
    - Fladhovedet kat, Prionailurus planiceps
    - Rustplettet kat, Prionailurus rubiginosus

  - Slægt Otocolobus
    - Pallas' kat, Otocolobus manul

  - Slægt Pardofelis
    - Marmorkat, Pardofelis marmorata

  - Slægt Catopuma
    - Asiatisk guldkat, Catopuma temminckii
    - Borneo-kat, Catopuma badia

  - Slægt Puma
    - Puma, Puma concolor
    - Jaguarundi, Puma yaguarondi

  - Slægt Acinonyx
    - Gepard, Acinonyx jubatus
- Underfamilie Pantherinae
  - Slægt Panthera
    - Løve, Panthera leo
    - Tiger, Panthera tigris
    - Leopard, Panthera pardus
    - Jaguar, Panthera onca
    - Sneleopard, Panthera uncia

  - Slægt Neofelis
    - Træleopard, Neofelis nebulosa
    - Sunda-træleopard, Neofelis diardi
- Underfamilie Machairodontinae (Sabelkatte) uddød
  - Slægter Smilodon, Machairodus, Dinofelis, Homotherium og flere andre